# Arescon baltica
Arescon baltica is een vliesvleugelig insect uit de familie Mymaridae. De wetenschappelijke naam is voor het eerst geldig gepubliceerd in 1901 door Meunier.